# Panamerikanische Spiele 1983/Leichtathletik
Bei den Panamerikanischen Spielen 1983 in Caracas (Venezuela) wurden in der Leichtathletik 40 Wettbewerbe ausgetragen, davon 24 für Männer und 16 für Frauen.
Vier Athleten wurden wegen positiver Dopingtests disqualifiziert und später von der IAAF gesperrt.

## Männer

### 100-Meter-Lauf
| Platz | Athlet            | Land | Zeit (s) |
| ----- | ----------------- | ---- | -------- |
| 1     | Leandro Peñalver  | CUB  | 10,06    |
| 2     | Sam Graddy        | USA  | 10,18    |
| 3     | Osvaldo Lara      | CUB  | 10,21    |
| 4     | Raymond Stewart   | JAM  | 10,22    |
| 5     | Ben Johnson       | CAN  | 10,25    |
| 6     | Nelson dos Santos | BRA  | 10,35    |
|       | Juan Núñez        | DOM  | DQ       |

Wind: 2,0 m/s
Juan Núñez, der mit 10,14 s den zweiten Platz belegt hatte, wurde wegen Dopings disqualifiziert, nachdem man Fencamfamin in seinem Urin nachgewiesen hatte.

### 200-Meter-Lauf
| Platz | Athlet                | Land | Zeit (s) |
| ----- | --------------------- | ---- | -------- |
| 1     | Elliott Quow          | USA  | 20,42    |
| 2     | Leandro Peñalver      | CUB  | 20,53    |
| 3     | Bernie Jackson        | USA  | 20,81    |
| 4     | Tomás González        | CUB  | 20,85    |
| 5     | João Batista da Silva | BRA  | 21,12    |
| 6     | Tony Sharpe           | CAN  | 21,20    |
| 7     | Andrew Bruce          | TRI  | 21,29    |
|       | Juan Núñez            | DOM  | DQ       |

Wind: -1,2 m/s
Juan Núñez, der mit 21,06 s den fünften Platz belegt hatte, wurde wegen Dopings disqualifiziert, nachdem man Fencamfamin in seinem Urin nachgewiesen hatte.

### 400-Meter-Lauf
| Platz | Athlet           | Land | Zeit (s) |
| ----- | ---------------- | ---- | -------- |
| 1     | Cliff Wiley      | USA  | 45,02    |
| 2     | Lázaro Martínez  | CUB  | 45,37    |
| 3     | Gérson de Souza  | BRA  | 45,45    |
| 4     | James Rolle      | USA  | 45,70    |
| 5     | Carlos Reyté     | CUB  | 45,78    |
| 6     | Steve Griffiths  | JAM  | 46,57    |
| 7     | Aaron Phillips   | VEN  | 46,68    |
| 8     | Michael Puckerin | TRI  | 46,97    |

### 800-Meter-Lauf
| Platz | Athlet            | Land | Zeit (min) |
| ----- | ----------------- | ---- | ---------- |
| 1     | Agberto Guimarães | BRA  | 1:46,31    |
| 2     | José Luíz Barbosa | BRA  | 1:46,65    |
| 3     | Stanley Redwine   | USA  | 1:47,26    |
| 4     | Oslen Barr        | GUY  | 1:47,39    |
| 5     | James Mays        | USA  | 1:47,65    |
| 6     | Ángel Román       | VEN  | 1:52,13    |

### 1500-Meter-Lauf
| Platz | Athlet            | Land | Zeit (min) |
| ----- | ----------------- | ---- | ---------- |
| 1     | Agberto Guimarães | BRA  | 3:42,91    |
| 2     | Ross Donahue      | USA  | 3:43,09    |
| 3     | Chuck Aragon      | USA  | 3:44,57    |
| 4     | Eduardo Castro    | MEX  | 3:44,76    |
| 5     | Omar Ortega       | ARG  | 3:47,03    |
| 6     | Pedro Cáceres     | ARG  | 3:48,59    |
| 7     | Ricardo Vera      | URU  | 3:48,64    |
| 8     | Philippe Laheurte | CAN  | 3:50,76    |

### 5000-Meter-Lauf
| Platz | Athlet             | Land | Zeit (min) |
| ----- | ------------------ | ---- | ---------- |
| 1     | Eduardo Castro     | MEX  | 13:54,11   |
| 2     | Gerardo Alcalá     | MEX  | 13:54,37   |
| 3     | Domingo Tibaduiza  | COL  | 13:59,68   |
| 4     | José João da Silva | BRA  | 14:08,02   |
| 5     | Don Clary          | USA  | 14:09,07   |
| 6     | Germán Peña        | COL  | 14:17,53   |
| 7     | Omar Aguilar       | CHI  | 14:27,68   |
| 8     | Chris Fox          | USA  | 14:33,50   |

### 10.000-Meter-Lauf
| Platz | Athlet             | Land | Zeit (min) |
| ----- | ------------------ | ---- | ---------- |
| 1     | José Gómez         | MEX  | 29:14,75   |
| 2     | Domingo Tibaduiza  | COL  | 29:17,12   |
| 3     | Mark Nenow         | USA  | 29:22,46   |
| 4     | José João da Silva | BRA  | 29:28,56   |
| 5     | Germán Peña        | COL  | 29:38,91   |
| 6     | Rodolfo Gómez      | MEX  | 29:41,83   |
| 7     | Omar Aguilar       | CHI  | 29:54,27   |
| 8     | Mike Feurtado      | JAM  | 30:19,69   |

### Marathon
| Platz | Athlet         | Land | Zeit (h) |
| ----- | -------------- | ---- | -------- |
| 1     | Jorge González | PUR  | 2:12:43  |
| 2     | César Mercado  | PUR  | 2:20:30  |
| 3     | Miguel Cruz    | MEX  | 2:21:12  |
| 4     | Armando Azócar | VEN  | 2:21:30  |
| 5     | Luis Bautista  | VEN  | 2:22:35  |
| 6     | Rafael Parra   | COL  | 2:22:51  |
| 7     | Manuel García  | MEX  | 2:24:35  |
| 8     | Mike Feurtado  | JAM  | 2:26:29  |

### 20 km Gehen
| Platz | Athlet           | Land | Zeit (h) |
| ----- | ---------------- | ---- | -------- |
| 1     | Ernesto Canto    | MEX  | 1:28:12  |
| 2     | Raúl González    | MEX  | 1:29:21  |
| 3     | Héctor Moreno    | COL  | 1:30:05  |
| 4     | Francisco Vargas | COL  | 1:33:17  |
| 5     | Marcel Jobin     | CAN  | 1:34:05  |
| 6     | Jim Heiring      | USA  | 1:34:47  |
| 7     | Víctor Alonso    | GUA  | 1:37:18  |
| 8     | Santiago Fonseca | HON  | 1:38:38  |

### 50 km Gehen
| Platz | Athlet          | Land | Zeit (h) |
| ----- | --------------- | ---- | -------- |
| 1     | Raúl González   | MEX  | 4:00:45  |
| 2     | Martín Bermúdez | MEX  | 4:04:20  |
| 3     | Querubín Moreno | COL  | 4:23:20  |
| 4     | Tom Edwards     | USA  | 4:30:53  |
| 5     | Enrique Peña    | COL  | 4:51:28  |
| 6     | Nelson Funes    | GUA  | 4:59:08  |

### 110-Meter-Hürdenlauf
| Platz | Athlet            | Land | Zeit (s) |
| ----- | ----------------- | ---- | -------- |
| 1     | Roger Kingdom     | USA  | 13,44    |
| 2     | Alejandro Casañas | CUB  | 13,51    |
| 3     | Tonie Campbell    | USA  | 13,54    |
| 4     | Modesto Castillo  | DOM  | 13,90    |
| 5     | Jeff Glass        | CAN  | 13,98    |
| 6     | Mark McKoy        | CAN  | 14,02    |
| 7     | Nelson Rodríguez  | VEN  | 14,40    |
| 8     | Elvis Cedeño      | VEN  | 14,42    |

Wind: -3,1 m/s

### 400-Meter-Hürdenlauf
| Platz | Athlet                | Land | Zeit (s) |
| ----- | --------------------- | ---- | -------- |
| 1     | Frank Montiéh         | CUB  | 50,02    |
| 2     | Antônio Dias Ferreira | BRA  | 50,08    |
| 3     | James King            | USA  | 50,31    |
| 4     | Ian Newhouse          | CAN  | 50,66    |
| 5     | Oswaldo Zea           | VEN  | 50,85    |
| 6     | Lloyd Guss            | CAN  | 51,50    |
| 7     | Julio Ferrer          | PUR  | 51,94    |
| 8     | Javier Olivar         | URU  | 53,96    |

### 3000-Meter-Hindernislauf
| Platz | Athlet            | Land | Zeit (min) |
| ----- | ----------------- | ---- | ---------- |
| 1     | Emilio Ulloa      | CHI  | 08:57,62   |
| 2     | Carmelo Ríos      | PUR  | 09:01,47   |
| 3     | Greg Duhaime      | CAN  | 09:06,03   |
| 4     | Dave Daniels      | USA  | 09:08,73   |
| 5     | Rafael Colmenares | VEN  | 09:15,04   |
| 6     | José Martínez     | VEN  | 09:26,22   |
| 7     | Tyrone Thibou     | ANT  | 10:23,00   |

### 4-mal-100-Meter-Staffel
| Platz | Land                | Athleten                                                                | Zeit (s) |
| ----- | ------------------- | ----------------------------------------------------------------------- | -------- |
| 1     | Vereinigte Staaten  | Bernie Jackson Ken Robinson Elliott Quow Sam Graddy                     | 38,49    |
| 2     | Kuba                | Osvaldo Lara Silvio Leonard José Isalgué Leandro Peñalver               | 38,55    |
| 3     | Brasilien           | João Batista da Silva Gérson de Souza Robson da Silva Nelson dos Santos | 39,08    |
| 4     | Kanada              |                                                                         | 39,24    |
| 5     | Trinidad und Tobago |                                                                         | 39,40    |
| 6     | Jamaika             |                                                                         | 39,53    |
| 7     | Venezuela           |                                                                         | 40,44    |

### 4-mal-400-Meter-Staffel
| Platz | Land                | Athleten                                                            | Zeit (min) |
| ----- | ------------------- | ------------------------------------------------------------------- | ---------- |
| 1     | Vereinigte Staaten  | Alonzo Babers Mike Bradley James Rolle Eddie Carey                  | 3:00,27    |
| 2     | Brasilien           | Gérson de Souza Evaldo da Silva Agberto Guimarães José Luíz Barbosa | 3:02,79    |
| 3     | Kuba                | Lázaro Martínez Carlos Reyté Héctor Herrera Agustín Pavó            | 3:03,15    |
| 4     | Trinidad und Tobago |                                                                     | 3:05,91    |
| 5     | Venezuela           |                                                                     | 3:06,50    |
| 6     | Kanada              |                                                                     | 3:07,17    |
| 7     | Antigua und Barbuda |                                                                     | 3:15,36    |

### Hochsprung
| Platz | Athlet              | Land | Höhe (m) |
| ----- | ------------------- | ---- | -------- |
| 1     | Francisco Centelles | CUB  | 2,29     |
| 2     | Leo Williams        | USA  | 2,27     |
| 3     | Jorge Alfaro        | CUB  | 2,25     |
| 4     | James Barrineau     | USA  | 2,23     |
| 5     | Alain Metellus      | CAN  | 2,21     |
| 6     | Carlos Acosta       | PUR  | 2,14     |
| 7     | Fernando Pastoriza  | ARG  | 2,14     |
| 8     | Oscar Orta          | VEN  | 2,05     |

### Stabhochsprung
| Platz | Athlet                  | Land | Höhe (m) |
| ----- | ----------------------- | ---- | -------- |
| 1     | Mike Tully              | USA  | 5,45     |
| 2     | Jeff Buckingham         | USA  | 5,25     |
| 3     | Tomás Valdemar Hintnaus | BRA  | 5,20     |
| 4     | George Barber           | CAN  | 5,10     |
| 5     | Edgardo Rivera          | PUR  | 5,00     |
| 6     | Fernando Ruocco         | URU  | 4,85     |
| 7     | Manuel Fuentes          | VEN  | 4,65     |

### Weitsprung
| Platz | Athlet            | Land | Weite (m) |
| ----- | ----------------- | ---- | --------- |
| 1     | Jaime Jefferson   | CUB  | 8,03      |
| 2     | Vesco Bradley     | USA  | 7,99      |
| 3     | Juan Felipe Ortiz | CUB  | 7,91      |
| 4     | Lester Benjamin   | ANT  | 7,89      |
| 5     | Steve Hanna       | BAH  | 7,66      |
| 6     | Wilfredo Almonte  | DOM  | 7,61      |
| 7     | Oswaldo Torres    | VEN  | 7,29      |
| 8     | Franco Francis    | VEN  | 7,23      |

### Dreisprung
| Platz | Athlet               | Land | Weite (m) |
| ----- | -------------------- | ---- | --------- |
| 1     | Jorge Reyna          | CUB  | 17,05     |
| 2     | Lázaro Betancourt    | CUB  | 16,75     |
| 3     | José Salazar         | VEN  | 16,26     |
| 4     | David Siler          | USA  | 16,11     |
| 5     | Francisco dos Santos | BRA  | 16,11     |
| 6     | Francisco Pichott    | CHI  | 14,39     |
| 7     | Paget Spencer        | ANT  | 14,10     |

### Kugelstoßen
| Platz | Athlet          | Land | Weite (m) |
| ----- | --------------- | ---- | --------- |
| 1     | Luis Delís      | CUB  | 18,24     |
| 2     | Gert Weil       | CHI  | 17,30     |
| 3     | Hubert Maingot  | TRI  | 16,48     |
| 4     | William Romero  | VEN  | 15,73     |
| 5     | Wilfredo Jaimes | VEN  | 15,38     |

Juan de la Cruz aus der Dominikanischen Republik, der den vierten Platz belegt hatte, wurde wegen Dopings disqualifiziert.

### Diskuswurf
| Platz | Athlet            | Land | Weite (m) |
| ----- | ----------------- | ---- | --------- |
| 1     | Luis Delís        | CUB  | 67,32     |
| 2     | Bradley Cooper    | BAH  | 62,38     |
| 3     | Juan Martínez     | CUB  | 62,04     |
| 4     | Gilberto Martínez | DOM  | 50,86     |
| 5     | Luis Palacios     | VEN  | 49,14     |
| 6     | Wilfredo Jaimes   | VEN  | 48,14     |
| 7     | Hubert Maingot    | TRI  | 46,10     |

### Hammerwurf
| Platz | Athlet           | Land | Weite (m) |
| ----- | ---------------- | ---- | --------- |
| 1     | Genovevo Morejón | CUB  | 65,34     |
| 2     | Harold Willers   | CAN  | 64,22     |
| 3     | Alfredo Luis     | CUB  | 63,16     |
| 4     | Luis Martínez    | PUR  | 56,52     |
| 5     | Andrés Polemil   | DOM  | 56,12     |

### Speerwurf
| Platz | Athlet             | Land | Weite (m) |
| ----- | ------------------ | ---- | --------- |
| 1     | Laslo Babits       | CAN  | 81,40     |
| 2     | Ramón González     | CUB  | 78,34     |
| 3     | Amado Morales      | PUR  | 77,40     |
| 4     | Reinaldo Patterson | CUB  | 77,00     |
| 5     | Curt Ransford      | USA  | 76,62     |
| 6     | José de Souza      | BRA  | 71,14     |
| 7     | Phil Olsen         | CAN  | 68,84     |
| 8     | José Simancas      | VEN  | 66,42     |

### Zehnkampf
| Platz | Athlet            | Land | Punkte |
| ----- | ----------------- | ---- | ------ |
| 1     | Dave Steen        | CAN  | 7958   |
| 2     | Douglas Fernández | VEN  | 7726   |
| 3     | Freddy Aberdeen   | VEN  | 7262   |

## Frauen

### 100-Meter-Lauf
| Platz | Athletin                  | Land | Zeit (s) |
| ----- | ------------------------- | ---- | -------- |
| 1     | Esmeralda de Jesus Garcia | BRA  | 11,31    |
| 2     | Jackie Washington         | USA  | 11,33    |
| 3     | Luisa Ferrer              | CUB  | 11,38    |
| 4     | Shonel Ferguson           | BAH  | 11,62    |
| 5     | Esther Hope               | TRI  | 11,63    |
| 6     | Janice Bernard            | TRI  | 11,73    |
| 7     | Adriana Pero              | ARG  | 12,09    |

Wind: 0,2 m/s

### 200-Meter-Lauf
| Platz | Athletin       | Land | Zeit (s) |
| ----- | -------------- | ---- | -------- |
| 1     | Randy Givens   | USA  | 23,14    |
| 2     | LaShon Nedd    | USA  | 23,39    |
| 3     | Luisa Ferrer   | CUB  | 23,39    |
| 4     | Gillian Forde  | TRI  | 23,94    |
| 5     | Nilsa París    | PUR  | 23,99    |
| 6     | Alma Vázquez   | MEX  | 24,32    |
| 7     | Ester Petitón  | CUB  | 24,52    |
| 8     | Margarita Grün | URU  | 24,79    |

Wind: -0,8 m/s

### 400-Meter-Lauf
| Platz | Athletin               | Land | Zeit (s) |
| ----- | ---------------------- | ---- | -------- |
| 1     | Charmaine Crooks       | CAN  | 51,49    |
| 2     | Ana Fidelia Quirot     | CUB  | 51,83    |
| 3     | Easter Gabriel         | USA  | 52,45    |
| 4     | Cathy Rattray-Williams | JAM  | 52,91    |
| 5     | June Griffith          | GUY  | 53,14    |
| 6     | Mercedes Álvarez       | CUB  | 53,25    |
| 7     | Eucaris Caicedo        | COL  | 53,73    |

### 800-Meter-Lauf
| Platz | Athletin         | Land | Zeit (min) |
| ----- | ---------------- | ---- | ---------- |
| 1     | Nery McKeen      | CUB  | 2:02,20    |
| 2     | Ranza Clark      | CAN  | 2:02,44    |
| 3     | Alejandra Ramos  | CHI  | 2:03,65    |
| 4     | Christine Slythe | CAN  | 2:03,71    |
| 5     | Eloína Kerr      | CUB  | 2:04,96    |
| 6     | Diana Richburg   | USA  | 2:05,29    |
| 7     | Angelita Lind    | PUR  | 2:07,19    |
| 8     | Lee Arbogast     | USA  | 2:07,83    |

### 1500-Meter-Lauf
| Platz | Athletin           | Land | Zeit (min) |
| ----- | ------------------ | ---- | ---------- |
| 1     | Ranza Clark        | CAN  | 4:16,18    |
| 2     | Cindy Bremser      | USA  | 4:17,67    |
| 3     | Missy Kane         | USA  | 4:21,39    |
| 4     | Alejandra Ramos    | CHI  | 4:25,59    |
| 5     | Fabiola Rueda      | COL  | 4:26,05    |
| 6     | Mónica Regonesi    | CHI  | 4:26,48    |
| 7     | Adriana Marchena   | VEN  | 4:27,50    |
| 8     | Norma Franco Ramos | ESA  | 4:35,10    |

### 3000-Meter-Lauf
| Platz | Athletin           | Land | Zeit (min) |
| ----- | ------------------ | ---- | ---------- |
| 1     | Joan Benoit        | USA  | 09:14,19   |
| 2     | Brenda Webb        | USA  | 09:28,89   |
| 3     | Mónica Regonesi    | CHI  | 09:41,87   |
| 4     | Fabiola Rueda      | COL  | 09:47,59   |
| 5     | Ruth Jaime Campos  | PER  | 09:58,85   |
| 6     | Marisela Rivero    | VEN  | 10:05,73   |
| 7     | Norma Franco Ramos | ESA  | 10:12,08   |

### 100-Meter-Hürdenlauf
| Platz | Athletin           | Land | Zeit (s) |
| ----- | ------------------ | ---- | -------- |
| 1     | Benita Fitzgerald  | USA  | 13,16    |
| 2     | Kim Turner         | USA  | 13,39    |
| 3     | Elida Aveillé      | CUB  | 13,41    |
| 4     | Grisel Machado     | CUB  | 13,41    |
| 5     | Sue Kameli         | CAN  | 13,45    |
| 6     | Karen Nelson       | CAN  | 13,67    |
| 7     | Beatriz Capotosto  | ARG  | 13,74    |
| 8     | Juraciara da Silva | BRA  | 14,05    |

Wind: -0,9 m/s

### 400-Meter-Hürdenlauf
| Platz | Athletin             | Land | Zeit (s) |
| ----- | -------------------- | ---- | -------- |
| 1     | Judi Brown           | USA  | 56,03    |
| 2     | Sharrieffa Barksdale | USA  | 56,09    |
| 3     | Gwen Wall            | CAN  | 56,93    |
| 4     | Sandra Farmer        | JAM  | 57,61    |
| 5     | Alma Vázquez         | MEX  | 58,12    |
| 6     | Mercedes Mesa        | CUB  | 58,30    |
| 7     | Andrea Page          | CAN  | 58,49    |
| 8     | Vilma París          | PUR  | 60,17    |

### 4-mal-100-Meter-Staffel
| Platz | Land                | Athletinnen                                                     | Zeit (s) |
| ----- | ------------------- | --------------------------------------------------------------- | -------- |
| 1     | Vereinigte Staaten  | Alice Jackson Brenda Cliette Jackie Washington Randy Givens     | 43,21    |
| 2     | Trinidad und Tobago | Esther Hope Janice Bernard Angela Williams Maxine McMillan      | 44,63    |
| 3     | Kanada              | Karen Nelson Charmaine Crooks Jillian Richardson Tanya Brothers | 44,77    |
| 4     | Kuba                |                                                                 | 45,09    |
| 5     | Antigua und Barbuda |                                                                 | 48,27    |

### 4-mal-400-Meter-Staffel
| Platz | Land                | Athletinnen                                                          | Zeit (min) |
| ----- | ------------------- | -------------------------------------------------------------------- | ---------- |
| 1     | Vereinigte Staaten  | Alice Jackson Judi Brown Easter Gabriel Kelia Bolton                 | 3:29,97    |
| 2     | Kanada              | Christine Slythe Gwen Wall Charmaine Crooks Jillian Richardson       | 3:30,24    |
| 3     | Kuba                | Mercedes Álvarez Nery McKeen Caridad Mayra Guerra Ana Fidelia Quirot | 3:30,76    |
| 4     | Trinidad und Tobago |                                                                      | 3:37,36    |
| 5     | Puerto Rico         |                                                                      | 3:42,90    |
| 6     | Venezuela           |                                                                      | 3:46,50    |
| 7     | Antigua und Barbuda |                                                                      | 3:47,38    |

### Hochsprung
| Platz | Athlet                  | Land | Höhe (m) |
| ----- | ----------------------- | ---- | -------- |
| 1     | Coleen Sommer           | USA  | 1,91     |
| 2     | Silvia Costa            | CUB  | 1,88     |
| 3     | Joni Huntley            | USA  | 1,82     |
| 4     | Orlane Maria Dos Santos | BRA  | 1,76     |

### Weitsprung
| Platz | Athlet                    | Land | Weite (m) |
| ----- | ------------------------- | ---- | --------- |
| 1     | Kathy McMillan            | USA  | 6,70      |
| 2     | Eloína Echevarría         | CUB  | 6,61      |
| 3     | Pat Johnson               | USA  | 6,33      |
| 4     | Shonel Ferguson           | BAH  | 6,31      |
| 5     | Halcyon McKnight          | JAM  | 6,19      |
| 6     | Esmeralda de Jesus Garcia | BRA  | 6,18      |
| 7     | Adelina Polledo           | CUB  | 6,14      |
| 8     | Karen Nelson              | CAN  | 6,13      |

### Kugelstoßen
| Platz | Athlet             | Land | Weite (m) |
| ----- | ------------------ | ---- | --------- |
| 1     | María Elena Sarría | CUB  | 19,34     |
| 2     | Lorna Griffin      | USA  | 16,61     |
| 3     | Rosemarie Hauch    | CAN  | 16,38     |
| 4     | Denise Wood        | USA  | 14,92     |
| 5     | Luz Bohórquez      | VEN  | 13,05     |
| 6     | Ivonne Omier       | NCA  | 11,89     |

Die Kubanerin Rosa Fernández, die mit 17,39 m den zweiten Platz belegt hatte, wurde wegen Dopings disqualifiziert.

### Diskuswurf
| Platz | Athlet         | Land | Weite (m) |
| ----- | -------------- | ---- | --------- |
| 1     | Maritza Martén | CUB  | 59,62     |
| 2     | Lorna Griffin  | USA  | 56,52     |
| 3     | Penny Neer     | USA  | 53,32     |
| 4     | Yunaira Piña   | VEN  | 43,52     |

Die Kubanerin María Cristina Betancourt, die mit 59,62 m den ersten Platz belegt hatte, wurde wegen Dopings disqualifiziert.

### Speerwurf
| Platz | Athlet              | Land | Weite (m) |
| ----- | ------------------- | ---- | --------- |
| 1     | María Caridad Colón | CUB  | 63,76     |
| 2     | Mayra Vila          | CUB  | 63,32     |
| 3     | Marieta Riera       | VEN  | 53,60     |
| 4     | Monique Lapres      | CAN  | 52,36     |
| 5     | Patty Kearney       | USA  | 52,00     |
| 6     | Mariela Riera       | VEN  | 49,90     |
| 7     | Deanna Carr         | USA  | 46,16     |

### Siebenkampf
| Platz | Athlet              | Land | Punkte |
| ----- | ------------------- | ---- | ------ |
| 1     | Conceição Geremias  | BRA  | 6084   |
| 2     | Cindy Greiner       | USA  | 6069   |
| 3     | Elida Aveillé       | CUB  | 5755   |
| 4     | Leyda Castro        | DOM  | 4776   |
| 5     | Hildelisa Despaigne | CUB  | 4595   |
| 6     | Emy González        | VEN  | 4518   |